# شاستيتي ريد
شاستيتي ريد (بالإنجليزية: Chastity Reed)‏ مواليد 28 مارس 1989 في نيو أورلينز، هي لاعبة كرة سلة أمريكية. بدأت مسيرتها الاحترافية في سنة 2011. تم اختيارها من قبل فريق تلسا شوك خلال الدرافت. وتحمل الرقم 4. لعبت مع تلسا شوك ونادي بيروي ستارا زاغورا.

## روابط خارجية
- شاستيتي ريد على موقع الاتحاد الوطني لكرة السلة النسائية (الإنجليزية)
- شاستيتي ريد على موقع كرة السلة الأوروبية.كوم (الإنجليزية)
- شاستيتي ريد على موقع كلية كرة السلة في سبورتس رفرنس.كوم (الإنجليزية)
- شاستيتي ريد على موقع بروبوليرز (الإنجليزية)
- شاستيتي ريد على موقع سبورتس رفرنس (الإنجليزية)